# Lasiacis rhizophora
Lasiacis rhizophora är en gräsart som först beskrevs av Eugène Pierre Nicolas Fournier, och fick sitt nu gällande namn av Albert Spear Hitchcock och Mary Agnes Chase. Lasiacis rhizophora ingår i släktet Lasiacis och familjen gräs. Inga underarter finns listade i Catalogue of Life.